# Новошляхівська сільська рада
Новошляхівська сільська́ ра́да — адміністративно-територіальна одиниця та орган місцевого самоврядування в Козелецькому районі Чернігівської області. Адміністративний центр — село Новий Шлях.
3 вересня 2015 року увійшла до Кіптівської сільської громади шляхом об'єднання із наколишніми сусідніми сільрадами.

## Загальні відомості
- Населення ради: 662 особи (станом на 2001 рік)

## Населені пункти
Сільській раді підпорядковані населені пункти:
- с. Новий Шлях
- с. Розівка

## Склад ради
Рада складається з 12 депутатів та голови.
- Голова ради: Грузд Сергій Іванович
- Секретар ради: Устименко Наталія Анатоліївна

### Керівний склад попередніх скликань
| Прізвище, ім'я, по батькові | Основні відомості                                                 | Дата обрання | Дата звільнення |
| --------------------------- | ----------------------------------------------------------------- | ------------ | --------------- |
| Грузд Сергій Іванович       | Сільський голова, 1966 року народження, освіта вища               | 26.03.2006   | 31.10.2010      |
| Грузд Сергій Іванович       | Сільський голова, 1966 року народження, освіта вища, безпартійний | 31.10.2010   |                 |

Примітка: таблиця складена за даними сайту Верховної Ради України

### Депутати
За результатами місцевих виборів 2010 року депутатами ради стали:

#### За суб'єктами висування
| Суб'єкт висування                                       | Кількість обраних депутатів | %    |
| ------------------------------------------------------- | --------------------------- | ---- |
| Партія регіонів                                         | 7                           | 58,3 |
| Політична партія Всеукраїнське об'єднання «Батьківщина» | 3                           | 25   |
| Самовисування                                           | 2                           | 16,7 |

#### За округами
| № округу                                                | Прізвище, ім'я, по батькові     | Дата визнання обраним | Освіта             | Партійна приналежність                        | Відомості про обраного депутата                           |
| ------------------------------------------------------- | ------------------------------- | --------------------- | ------------------ | --------------------------------------------- | --------------------------------------------------------- |
| Партія регіонів                                         |                                 |                       |                    |                                               |                                                           |
| 1                                                       | Потапенко Олена Дмитрівна       | 01.11.2010            | середня            | позапартійна                                  | тимчасово не працює                                       |
| 3                                                       | Пархомець Валентина Петрівна    | 01.11.2010            | вища               | позапартійна                                  | Новошляхівська загальноосвітня школа, вчитель             |
| 4                                                       | Примак Борис Іванович           | 01.11.2010            | вища               | позапартійний                                 | Новошляхівська загальноосвітня школа, заступник директора |
| 5                                                       | Степаненко Олександр Васильович | 01.11.2010            | середня            | позапартійний                                 | Державне підприємство «Чайка», охоронець                  |
| 8                                                       | Остроух Ольга Миколаївна        | 01.11.2010            | середня            | позапартійна                                  | приватний підприємець                                     |
| 10                                                      | Білогруд Микола Іванович        | 01.11.2010            | вища               | позапартійний                                 | Новошляхівська загальноосвітня школа, директор            |
| 12                                                      | Супрунюк Василь Антонович       | 01.11.2010            | середня            | позапартійний                                 | Державне підприємство «Чайка», електрик                   |
| Політична партія Всеукраїнське об'єднання «Батьківщина» |                                 |                       |                    |                                               |                                                           |
| 2                                                       | Литошенко Василь Іванович       | 01.11.2010            | середня            | позапартійний                                 | Державне підприємство «Чайка», водій                      |
| 7                                                       | Устименко Наталія Анатоліївна   | 01.11.2010            | середня спеціальна | член Всеукраїнського об'єднання «Батьківщина» | Новошляхівська сільська рада, секретар                    |
| 11                                                      | Дзюб Світлана Миколаївна        | 01.11.2010            | середня спеціальна | член Всеукраїнського об'єднання «Батьківщина» | Новошляхівська сільська рада, бухгалтер                   |
| Самовисування                                           |                                 |                       |                    |                                               |                                                           |
| 6                                                       | Горбач Сергій Миколайович       | 01.11.2010            | вища               | позапартійний                                 | Державне підприємство «Чайка», начальник виробництва      |
| 9                                                       | Кулик Віталій Михайлович        | 01.11.2010            | середня            | позапартійний                                 | Державне підприємство «Чайка», робітник                   |